# Favola (film 1996)
Favola è un film per la televisione del 1996 diretto da Fabrizio De Angelis.

## Trama
Teresa, detta "Tracey", vive a Roma con la sua famiglia composta da nonno, madre e fratellino. Vorrebbe fare la modella, e per questo tenta ogni concorso possibile, ma senza risultato. Nel frattempo lavora come commessa in un negozio di articoli musicali.
Un giorno, mentre è al lavoro, si trova a servire (senza saperlo) il principe Alfonso, erede di un piccolissimo Principato, appena scappato da un importante evento riguardante le alte cariche del suo Paese. Da quel momento il giovane, stanco della vita di palazzo, inizia a girovagare per Roma in incognito insieme a Teresa. I due ragazzi iniziano una frequentazione romantica. Alfonso, sempre nascondendo la sua vera identità, prova ad aiutare Teresa ad entrare nel mondo della moda. Quando Teresa scopre casualmente la verità, infuriata, decide di non vedere più Alfonso. Anche il padre del ragazzo si oppone alla storia d'amore tra i due perché il Principato, per sopravvivere, ha bisogno di un matrimonio con una discendente di un importante casato. Il nonno di Teresa, per aiutare la nipote, invia una lettera alla famiglia reale inglese chiedendo la concessione di un titolo nobiliare per una causa altrettanto nobile. Il titolo viene concesso per intercessione della principessa Margaret. A questo punto, il padre di Alfonso è ben lieto di imparentarsi con la nobile famiglia di Teresa e anche i due ragazzi si chiariscono e si riappacificano. Dopo tante peripezie i due si sposano e Teresa diventa principessa.

## Accoglienza
Il giorno della messa in onda del film, giovedì 4 aprile 1996, l'attrice protagonista Ambra Angiolini ha curiosamente dichiarato durante la sua trasmissione pomeridiana Generazione X che si trattava di un brutto film, e ne sconsigliava la visione. Nonostante ciò, il film ottenne ottimi risultati d'ascolto, con più di 6.509.000 spettatori e risultando una delle fiction più viste nella storia dell'emittente.
Ambra ribadì in un'intervista concessa al Corriere della Sera il 2 settembre 1997, che Favola era "uno sceneggiato orribile, da bollino rosso".

## Filmografia associata
Liberamente ispirato a:
- Vacanze romane di William Wyler (1953);
- Amarsi un po'... regia di Carlo Vanzina (1984)
- Piccolo grande amore di Carlo Vanzina (1993).